# Labops chelifer
Labops chelifer är en insektsart som beskrevs av Slater 1954. Labops chelifer ingår i släktet Labops och familjen ängsskinnbaggar. Inga underarter finns listade i Catalogue of Life.